# Wilson Brooks
Wilson Brooks est un ancien arbitre ougandais de football des années 1960.

## Carrière
Il a officié dans une compétition majeure : 
- CAN 1962 (2 matchs dont la finale)